# Centrum Edukacyjne Szklany Dom w Ciekotach
Centrum Edukacji i Kultury „Szklany Dom” w Ciekotach – placówka oświatowo-kulturalno-muzealna, położona w Ciekotach (powiat kielecki). Centrum jest jednostką organizacyjną gminy Masłów.

## Charakterystyka

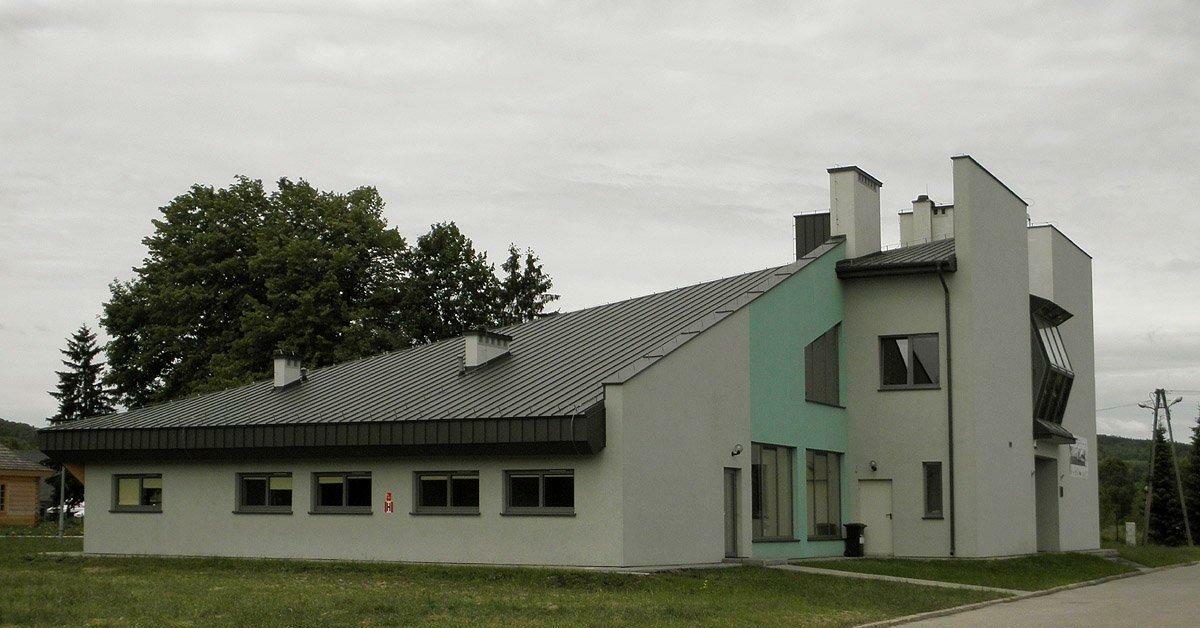
Centrum Edukacyjne Szklany Dom

Centrum jest położone na Żeromszczyźnie - terenie, na którym stał dwór, zamieszkiwany w latach 1871–1883 przez rodzinę Żeromskich. W dworze tym dzieciństwo i młodość spędził prozaik i publicysta Stefan Żeromski. Obiekt całkowicie spłonął w 1900 roku .
W latach 70. XX wieku grunty te przeszły na własność Skarbu Państwa. W 2010 roku, przy wsparciu funduszy Unii Europejskiej utworzono w tym miejscu Centrum Edukacyjne, w skład którego wchodzą dwa obiekty:
- Dworek Stefana Żeromskiego – budynek stylizowany na dwór szlachecki z końca XIX wieku. Mieści wystawę stałą, poświęconą życiu i twórczości Stefana Żeromskiego, w ramach której prezentowane są m.in. portrety i zdjęcia pisarza oraz pamiątki po rodzinie, a także dawne meble i sprzęty. Część zbiorów stanowi depozyt Muzeum Narodowego w Kielcach oraz Muzeum Wsi Kieleckiej.
- Centrum Edukacyjne Szklany Dom – obiekt posiadający pomieszczenia, służące wystawom czasowym oraz działalności kulturalnej oraz oświatowej. Centrum organizuje m.in. zajęcia edukacyjne, związane z osobą Stefana Żeromskiego, imprezy turystyczne (rajdy), zajęcia taneczne oraz teatralne (Teatr Kapitalny). W obiekcie znajdują się również: sala widowiskowa, informacja turystyczna, wypożyczalnia rowerów oraz pokoje gościnne[1] .

W sąsiedztwie budynków centrum znajduje się letni amfiteatr. Centrum jest obiektem całorocznym, czynnym codziennie, z wyjątkiem poniedziałków. Wstęp do dworku jest płatny .
W 2011 roku centrum otrzymało pierwszą nagrodę w konkursie „Przyjazna Wieś 2011”, organizowanym przez Krajową Sieć Obszarów Wiejskich oraz Ministerstwo Rolnictwa i Rozwoju Wsi w kategorii „Najlepszy projekt w zakresie infrastruktury społecznej zrealizowany na obszarach wiejskich przy wsparciu środków unijnych”.